# Carl Conradi (Kreisbaumeister)
Carl Conradi (* 21. April 1809 in Berlin; † 16. April 1882 in Kreuznach) war im 19. Jahrhundert als Kreisbaumeister (Baubeamter) hauptsächlich im heutigen Landkreis Bad Kreuznach tätig.
Kreisbauinspektor Carl Conradi war Gründungsmitglied und 1858 bis 1871 erster Vorsitzender Meister, danach Ehrenmeister der Kreuznacher Freimaurerloge Die vereinigten Freunde an der Nahe. Die Große National-Mutterloge „Zu den drei Weltkugeln“ nahm ihn als Ehrenmitglied auf. Er war Träger des preußischen Roten Adlerordens IV. Klasse.

## Werke
Zu seinen Werken zählen unter anderem:
- 1835 bis 1838: Saalbau der Evangelischen Stadtkirche Wermelskirchen (Mitwirkung)
- 1851 bis 1853: Pauluskirche in Remscheid-Hasten
- 1860: „Villa Conradi“ in Kreuznach, Kaiser-Wilhelm-Straße 4 (früher: Luisenstraße 4)
- vor 1863: restaurierte er in gotisierender Form die Ostteile der Pauluskirche (Bad Kreuznach). Diese wurde anschließend von 1863 bis 1914 als anglikanische Kirche genutzt.[2]
- 1855: von Kreuznach aus gemeinsam mit Dombaumeister Ernst Friedrich Zwirner aus Köln Gutachter beim Bau der Reformierten Kirche in Ronsdorf
- 1862/63: Martinskirche in Waldlaubersheim
- 1862/63: Stadthaus Kreuznach, Eiermarkt 14 (Umbau 1930/31 durch Wilhelm Metzger)
- 1863 bis 1867: Bau der Bergkirche (Waldböckelheim).[3]
- 1865/66: (vermutlich) Kath. Pfarrkirche St. Maria Magdalena in Weiler bei Bingen
- um 1866: evangelische Kirche in Münster-Sarmsheim, Kirchstraße 10
- 1864 bis 1866: Umbau der evangelischen Pfarrkirche (ehem. St. Matthäus); Liste der Kulturdenkmäler in Laubenheim: Naheweinstraße 42: spätgotischer Saalbau, zweite Hälfte des 15. Jahrhunderts, Chorturm mit neugotischem Obergeschoss.[4]
- 1867/68: Verlängerung und Umbau des Kirchenschiffs der Evangelischen Pfarrkirche Langenlonsheim
- 1867 bis 1869: evangelische Schule in Bacharach, Koblenzer Straße 10
- 1868 bis 1871: Evangelische Kirche in Waldalgesheim-Genheim, Binger Straße 2
- 1877 bis 1878: Verwaltungsgebäude der Bürgermeisterei Langenlonsheim; 1988 abgebrochen

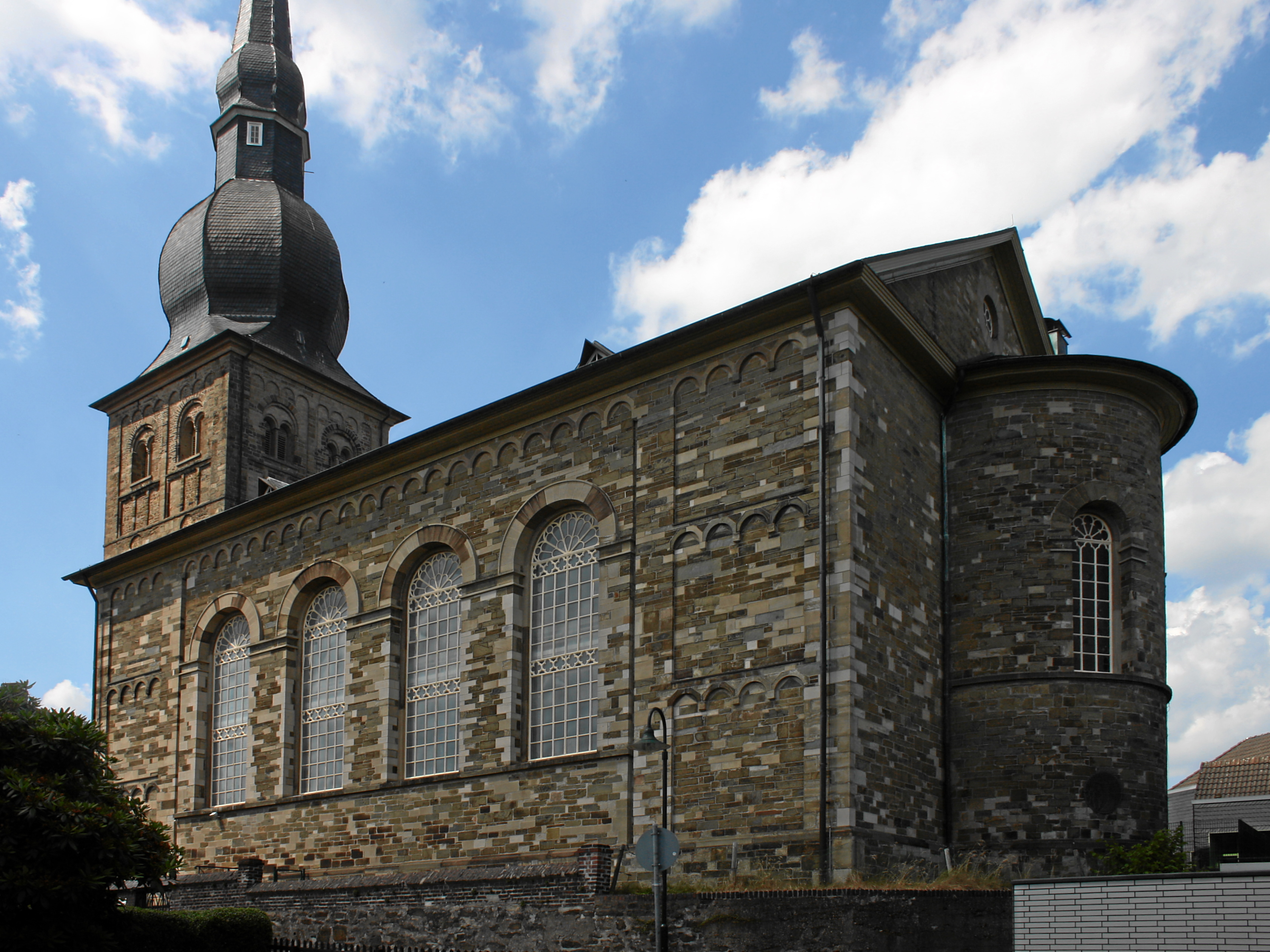
Evangelische Stadtkirche von Wermelskirchen
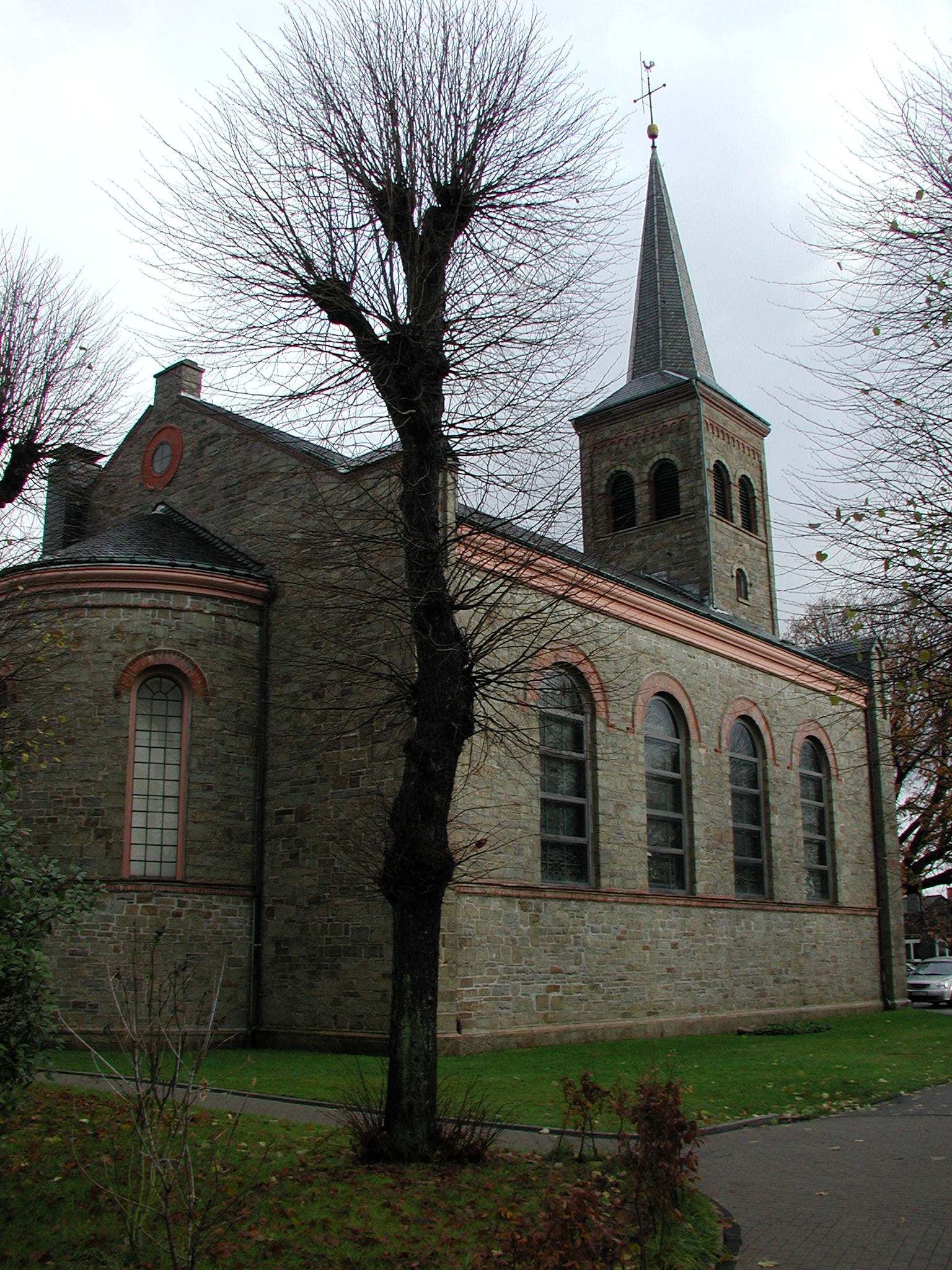
Pauluskirche Hasten
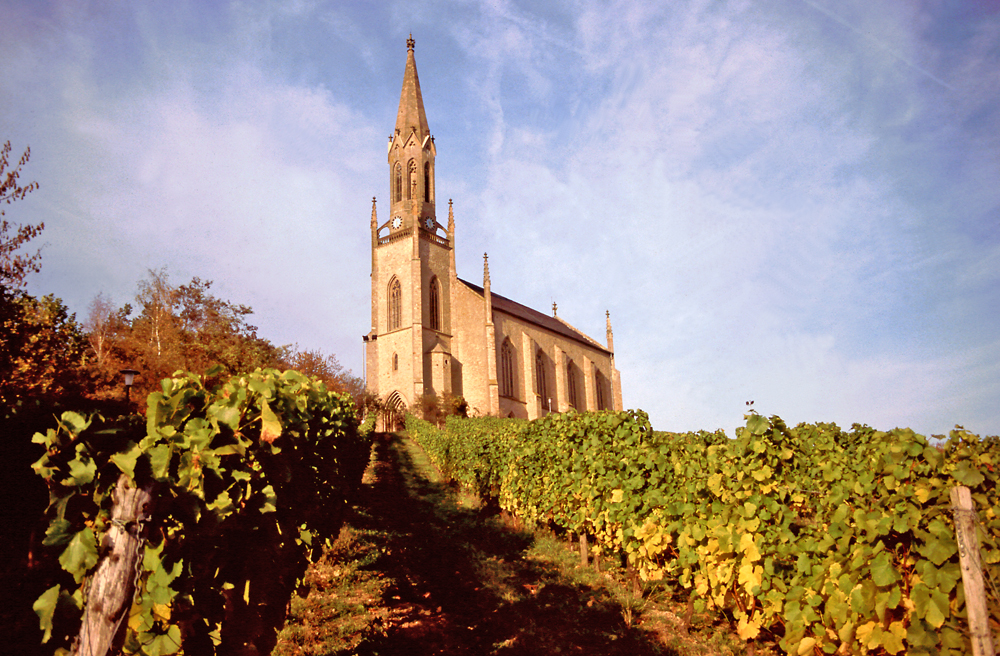
Bergkirche in Waldböckelheim
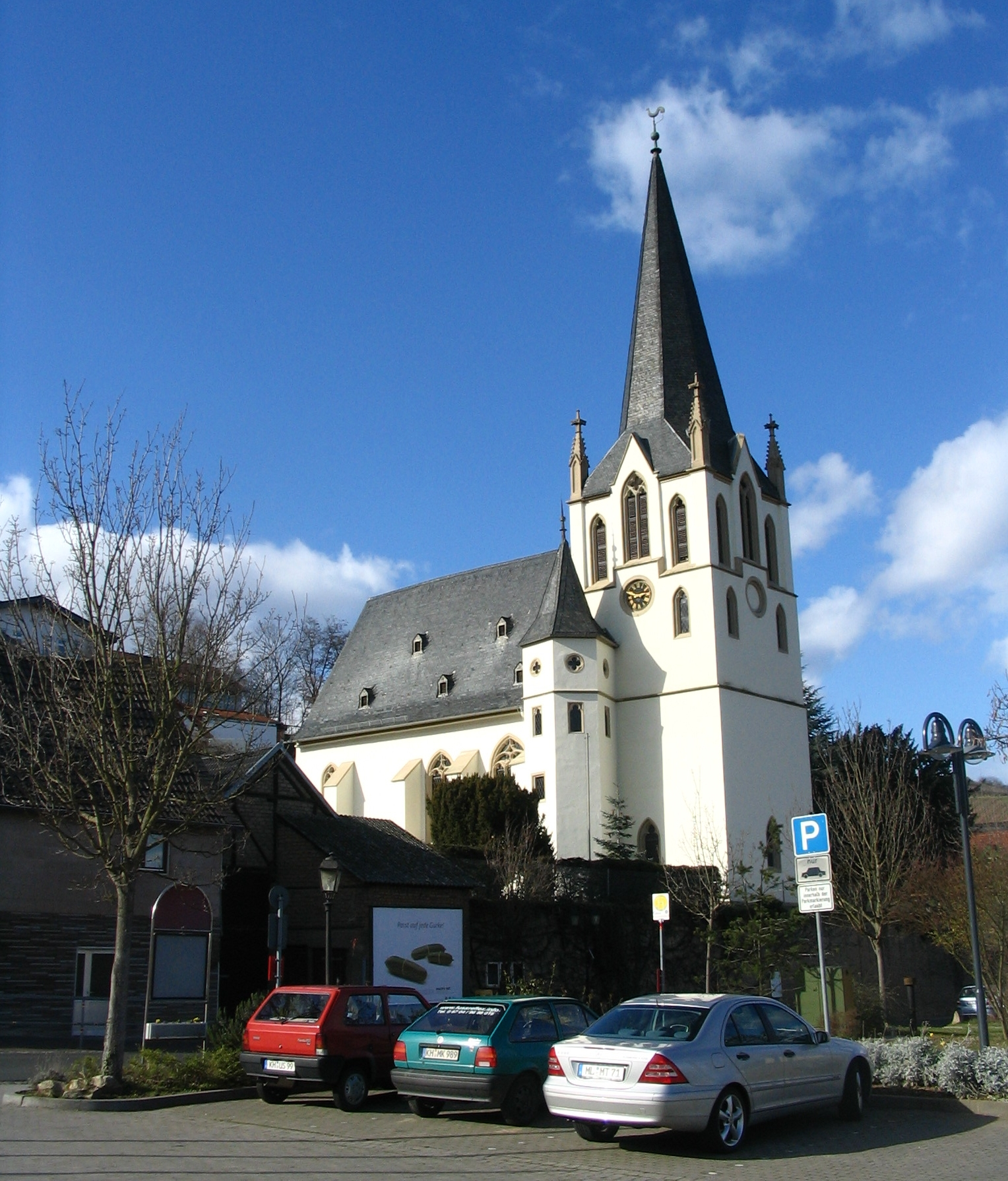
Evangelische Kirche in Laubenheim